# شهدخوار رایشنباخ
شهدخوار رایشنباخ (نام علمی: Anabathmis reichenbachii) نام یک گونه از تیره شهدخواران است که در آنگولا، کامرون، جمهوری آفریقای مرکزی، جمهوری کنگو، جمهوری دموکراتیک کنگو، ساحل عاج، گابون، غنا، لیبریا و نیجریه یافت می‌شود.